# Porta Raudusculana
La Porta Raudusculana è un'antica porta di Roma, oggi scomparsa, che si apriva tra le due alture dell'Aventino, all'incirca al centro dell'omonimo viale moderno, all'altezza dell'incrocio con via San Saba. Secondo alcune ipotesi, da essa si dipartiva la via Laurentina vetus
Il nome deriva da un'antica etimologia che riconduce al significato di “bronzeo” e questa aggettivazione sembra possa essere spiegata o come porta bronzea (ne parla Varrone) oppure come maschera di bronzo scolpita o affissa sulla porta stessa, secondo un episodio riportato da Valerio Massimo.
Nel primo caso si può pensare all'ipotesi che la porta potesse essere rivestita in bronzo non  tanto per un risultato estetico quanto piuttosto come rinforzo e corazzatura. In effetti, il tratto di mura serviane dalla porta alle sponde del Tevere sembra essere tra i più robusti dell'intera cinta muraria. I pochi resti, peraltro in parte abbastanza ben conservati, comprendono anche una delle due testimonianze archeologiche di quelle che potrebbero essere considerate delle piazzole d'artiglieria difensiva. A poca distanza dalla porta, infatti, è tuttora visibile un'arcata, aperta ad una certa altezza, che gli studi effettuati sono abbastanza concordi nel ritenere trattarsi di una postazione per un'arma da lancio sul tipo della catapulta o della balista. Tali piazzole non sembra affatto siano state particolarmente numerose lungo gli 11 km delle mura serviane, sia perché ne è stata ritrovata solo un'altra, nei pressi della porta Sanqualis, sia perché non ve n'è alcuna traccia nei testi e nelle testimonianze d'epoca. In ogni caso, il fatto che in quel tratto si fosse riscontrata la necessità di rinforzare le mura e di predisporre una postazione d'artiglieria lascia intendere che la zona fosse ritenuta poco sicura, probabilmente per il rischio di attacchi di nemici che avrebbero potuto risalire il Tevere e sbarcare da quelle parti. E non sembra di importanza secondaria anche la necessità di un controllo militare sulla zona portuale di Roma. Tutto questo potrebbe quindi giustificare una corazzatura o comunque un rinforzo in bronzo anche sulla porta.
La seconda spiegazione del nome si riferisce ad un episodio leggendario che riporta alla gens Genucia, una delle più importanti e illustri famiglie plebee dell'Aventino (un ramo dei quali aveva anche il "cognomen" Aventiniensis), i cui rappresentanti hanno anche ricoperto, nel tempo, cariche pubbliche di un certo rilievo, almeno fino all'epoca delle guerre puniche, dopo le quali sembra non ci sia più alcuna traccia negli annali. Si racconta, dunque, che ad un certo Genucio Cipo, pretore, appena varcata la porta per uscire dalla città, capitò uno di quei prodigi di cui si narra con una certa frequenza negli avvenimenti antichi: gli spuntarono un paio di corna sulla fronte. L'àugure prontamente intervenuto vaticinò che, non appena fosse rientrato in città, ne sarebbe divenuto re, e così fu che Genucio, convinto sostenitore dei principi repubblicani, preferì autoesiliarsi per il resto della vita, piuttosto che contravvenire alle sue convinzioni. Per questa fermezza e serietà nei confronti dello Stato gli fu tributato, tra l'altro, l'onore di un'effigie bronzea sulla porta, che assunse quindi quell'appellativo.
Inoltre, poiché la gens Genucia era una famiglia molto antica, la cui notorietà ed importanza era già notevole nei primi tempi repubblicani, il suo legame con la porta fa ritenere che anche quest'ultima fosse piuttosto antica, presumibilmente costruita quindi proprio insieme alla cinta serviana nel 378 a.C.